# Diogora
Diogora est une commune située dans le département de Sebba, dans la province du Yagha, région du Sahel, au Burkina Faso.

## Géographie
La commune est traversée par la route nationale 24 reliant Dori à Sebba.